# Olympische Sommerspiele 2008/Radsport – Straßenrennen (Frauen)
Das Straßenrennen der Frauen bei den Olympischen Spielen 2008 in Peking fand am 10. August 2008 statt.

## Titelträgerinnen
| Olympiasiegerin | Sara Carrigan     | Athen 2004     |
| Weltmeisterin   | Marta Bastianelli | Stuttgart 2007 |

## Ergebnisse
| Rang | Athletin                 | Nation             | Zeit      |
| ---- | ------------------------ | ------------------ | --------- |
| 1    | Nicole Cooke             | Großbritannien     | 3:32:24 h |
| 2    | Emma Johansson           | Schweden           | 3:32:24 h |
| 3    | Tatiana Guderzo          | Italien            | 3:32:24 h |
| 4    | Christiane Soeder        | Österreich         | 3:32:28 h |
| 5    | Linda Villumsen          | Dänemark           | 3:32:32 h |
| 6    | Marianne Vos             | Niederlande        | 3:32:45 h |
| 7    | Priska Doppmann          | Schweiz            | 3:32:45 h |
| 8    | Paulina Brzeźna          | Polen              | 3:32:45 h |
| 9    | Edita Pučinskaitė        | Litauen            | 3:32:45 h |
| 10   | Sülfija Sabirowa         | Kasachstan         | 3:32:45 h |
| 11   | Jolanta Polikevičiūtė    | Litauen            | 3:32:45 h |
| 12   | Julija Martissowa        | Russland           | 3:32:45 h |
| 13   | Christel Ferrier Bruneau | Frankreich         | 3:32:45 h |
| 14   | Maryline Salvetat        | Frankreich         | 3:32:45 h |
| 15   | Noemi Cantele            | Italien            | 3:32:45 h |
| 16   | Gao Min                  | China              | 3:32:52 h |
| 17   | Leigh Hobson             | Kanada             | 3:32:52 h |
| 18   | Nicole Brändli           | Schweiz            | 3:32:52 h |
| 19   | Anna Sanchis             | Spanien            | 3:32:52 h |
| 20   | Trixi Worrack            | Deutschland        | 3:32:52 h |
| 21   | Susanne Ljungskog        | Schweden           | 3:32:52 h |
| 22   | Jewhenija Wyssozka       | Ukraine            | 3:32:55 h |
| 23   | Emma Pooley              | Großbritannien     | 3:32:55 h |
| 24   | Jeannie Longo            | Frankreich         | 3:32:57 h |
| 25   | Kristin Armstrong        | Vereinigte Staaten | 3:33:07 h |
| 26   | Anita Valen de Vries     | Norwegen           | 3:33:17 h |
| 27   | Modesta Vžesniauskaitė   | Litauen            | 3:33:17 h |
| 28   | Joanne Kiesanowski       | Neuseeland         | 3:33:17 h |
| 29   | Oenone Wood              | Australien         | 3:33:17 h |
| 30   | Grete Treier             | Estland            | 3:33:17 h |
| 31   | Miho Oki                 | Japan              | 3:33:17 h |
| 32   | Tetjana Stjaschkina      | Ukraine            | 3:33:17 h |
| 33   | Amber Neben              | Vereinigte Staaten | 3:33:17 h |
| 34   | Marissa van der Merwe    | Südafrika          | 3:33:17 h |
| 35   | Sharon Laws              | Großbritannien     | 3:33:17 h |
| 36   | Mirjam Melchers          | Niederlande        | 3:33:17 h |
| 37   | Erinne Willock           | Kanada             | 3:33:23 h |
| 38   | Sara Carrigan            | Australien         | 3:33:25 h |
| 39   | Hanka Kupfernagel        | Deutschland        | 3:33:25 h |
| 40   | Natalja Bojarskaja       | Russland           | 3:33:45 h |
| 41   | Judith Arndt             | Deutschland        | 3:33:51 h |
| 42   | Oksana Kaschtschyschyna  | Ukraine            | 3:34:13 h |
| 43   | Alexandra Burtschenkowa  | Russland           | 3:36:32 h |
| 44   | Lieselot Decroix         | Belgien            | 3:36:35 h |
| 45   | Alessandra Grassi        | Mexiko             | 3:36:35 h |
| 46   | Monika Schachl           | Österreich         | 3:36:37 h |
| 47   | Chantal Beltman          | Niederlande        | 3:37:02 h |
| 48   | Meng Lang                | China              | 3:37:42 h |
| 49   | Sigrid Corneo            | Slowenien          | 3:39:29 h |
| 50   | Alexandra Wrubleski      | Kanada             | 3:39:36 h |
| 51   | Clemilda Fernandes       | Brasilien          | 3:41:01 h |
| 52   | Christine Thorburn       | Vereinigte Staaten | 3:41:08 h |
| 53   | Catherine Cheatley       | Neuseeland         | 3:41:08 h |
| 54   | Danielys García          | Venezuela          | 3:43:25 h |
| 55   | Marta Vilajosana         | Spanien            | 3:43:25 h |
| 56   | Sara Mustonen            | Schweden           | 3:43:25 h |
| 57   | Angie González           | Venezuela          | 3:43:25 h |
| 58   | Gu Sun-Geun              | Südkorea           | 3:45:59 h |
| 59   | Cherise Taylor           | Südafrika          | 3:48:33 h |
| 60   | Yumari González          | Kuba               | 3:51:39 h |
| 61   | Chanpeng Nontasin        | Thailand           | 3:51:51 h |
| 62   | Aurélie Halbwachs        | Mauritius          | 3:52:11 h |
| –    | Jennifer Hohl            | Schweiz            | DNF       |
| –    | Katherine Bates          | Australien         | DNF       |
| –    | Vera Carrara             | Italien            | DNF       |
| –    | Son Hee-Jung             | Südkorea           | DNF       |